# Dizel Penza
Dizel Penza (ru: Дизель Пенза) je hokejový klub z Penzy, který hraje Ruskou vyšší ligu ledního hokeje (2. liga po Kontinentální hokejové lize) v Rusku. Domovským stadionem klubu je stadion Dizel-Arena.

## Bývalé názvy
- 1955–1963:Burevestnik Penza
- 1963–2002:Dizelist Penza
- 2002- :Dizel Penza